# Задніпров'я (Катеринославська губернія)
Задніпров'я або Задніпровський промисловий район — загальна назва низки робітничих селищ та промислових підприємств розташованих на лівому березі Дніпра напроти Катеринослава у 1873—1917 роках. Поселення та підприємства розташовувались на терені Мануйлівської волості Новомосковського повіту. Історичне ядро Нижньодніпровського району міста Дніпро.
До складу Задніпров'я входили село Мануйлівка, селища Амур, Бикове, Нижньодніпровськ, Боржом, Бараф, Сахалін, Колонія Гантке, Кирилівка, Файнберг, Султанівка.
Центр району знаходився в Мануйлівці, в районі сучасної 9 - ї міської лікарні та стадіону «Комінмет».

## Історія
- 1873 р. — відкриття залізничних станцій Катеринослав та Нижньодніпровськ-Пристань Лозово-Севастопольської залізниці на північ від села Мануйлівка. Біля станції Катеринослав починає формуватись селище залізничників.
- 1875 — поблизу станції Нижньодніпровськ — Пристань виникає селище залізничників, робітників Пристані та місцевих лісопильних заводів Амур.
- 1884 — зведено двохярусний міст через Дніпро, залізнична гілка продовжена до Кривого Рогу. Станцію Катеринослав перейменовано на Нижньодніпровськ. Таку ж назву отримало селище при станції.
- 1895—1897 — поблизу селищ Амур та Нижньодніпровськ будуються вагоноремонтні майстерні Катериниської залізниці (нині Дніпровський вагоноремонтний завод), телеграфні майстерні (нині завод «Світлофор»), металургійний завод бельгійського товариства «Шодуар» — «Шодуар — В», Трубо — залізопрокатний завод «Ланге», завод Бехтольда (з 1922 р. об'єднані у металургійний завод ім. Комінтерна),  машинобудівний завод "Сиріус", завод прокатних вальців Мангеля (нині ПАТ "Дніпроважпапірмаш"), Франко — російські вагонні майстерні[1] (випускали трамвайні вагони).
- 1895 — в зв'язку з роботою нових підприємств виникають селища Бараф, Сахалін.
- 1896 — на північ від станції Нижньодніпровськ виникає селище Султанівка. На Амурі збудовано церкву святого Миколая.
- 1903 — економічна криза призвела до закриття Франко — російських вагонних майстерень[2].
- 1905 — робітники підприємств Задніпров 'я беруть участь у революції.
- 11 жовтня 1905 — учасників демонстрації з Амура та Нижньодніпровська обстрілюють біля вулиці Філософської. Загинуло 8 чоловік.
- З 7 по 22 грудня 1905 р. Амур та Нижньодніпровськ входять до Чечелівської республіки .
- 1909 — на промисловий майданчик колишніх Франко—російських вагонних майстерень переїхав з правого берега завод Гантке[2] (нині Нижньодніпровський трубопрокатний завод).
- 1910 — ті роки поблизу станції Нижньодніпровськ засновано заводи «Бельгійське товариство штампування», «Анонімне товариство російсько — бельгійських заводів для виготовлення печей», «Екстампаж» та «Пічовий»[1].
- 1912 - початок будівництва вузлової залізничної станції на сході району, що мала зв'язати Катерининську та Мерефо - Херсонську залізниці. Поруч із будівництвом виникає безіменне селище будівельників.
- 1914 - в зв'язку з початком Першої світової війни будівництво залізничного вузла було законсервоване.
- 3 червня 1917 — постановою Тимчасового Уряду селища Амур та Нижньодніпровськ Новомосковського повіту об'єднані у місто Амур-Нижньодніпровськ[3].
- вересень 1917 — сформовано Задніпровський райком РСДРП.

Більше назва Задніпров'я не згадується, поступившись Амур-Нижньодніпровську.